# 帕特里克·布伦南
帕特里克·布伦南（英語：Patrick Brennan，1877年7月30日—1961年5月1日），生于爱尔兰，加拿大男子棍网球运动员。他曾代表加拿大参加1908年夏季奥林匹克运动会棍网球比赛，获得一枚金牌。他于1961年在蒙特利尔去世。